# Uit de psalmen van David
Uit de psalmen van David is een compositie van Krzysztof Penderecki, geschreven voor onder meer koor, piano en percussie. De compositie is een toonzetting van een viertal psalmen van David. David's Psalmen laat een jonge Penderecki horen, die deels nog zeer klassieke muziek componeerde, die terug te voeren is tot de polyfonie binnen de kerkzang. Daartegenover staan de toonclusters uit de klassieke muziek uit de 20e eeuw. De première vond plaats in Krakau.

## Samenstelling
- gemengd koor;
- harp, celesta, 2x piano, 4x percussie, 2x contrabas

## Delen
1. Psalm 28;
2. Psalm 30; voor a-capellakoor;
3. Psalm 43; begint met zeer onrustige percussie en piano, met koor;
4. Psalm 143; brengt de compositie terug naar het rustgevende begin.

## Bron en discografie
- Uitgave Naxos: koor en orkest van Filharmonisch Orkest van Warschau o.l.v. Antoni Wit